# Aufidus samoanus
Aufidus samoanus är en insektsart som beskrevs av Victor Lallemand 1928. Aufidus samoanus ingår i släktet Aufidus och familjen spottstritar. Inga underarter finns listade i Catalogue of Life.